# Johan van Gelder
Johan van Gelder is een Nederlandse journalist en publicist.
Hij is een verre achterneef van sportpresentator Jack van Gelder. Hij heeft hem leren kennen toen hij een onderzoek deed naar de genealogie van de familie Van Gelder en de resultaten daarvan in een boek zette met als titel 'Mooie Mensen', lotgevallen van de Joodse familie Van Gelder in Nederland. Daar bleef het niet bij. Van Gelder zette meer boeken op zijn naam met als thema Joodse geschiedenis, in hoofdzaak die van Groningen. Dat deed veel stof opwaaien. Zijn laatste boek droeg als titel "Het Huis van Gronings Israel".

## Publicaties
Bekroond documentairemaker Willy Lindwer vond zijn boek 'De Papieren Oorlog' in het archief van Yad Vashem in Jeruzalem en gebruikte het als informatiebron voor zijn tweedelige serie 'Holland Vaarwel', dat door de NCRV op televisie werd uitgezonden. De serie was ook in Israël te zien. De NCRV had een interview met een oud-politieagent eruit geknipt. Zijn vrouw had zich op de achtergrond antisemitisch uitgelaten.
In het boek 'De Papieren Oorlog' wordt de dubieuze rol van de gemeente Groningen en de politie beschreven bij de Jodendeportatie in Groningen. Ook publiceerde Van Gelder daarin een lijst met circa drieduizend namen van vermeende collaborateurs, waar in binnen - en buitenland veel aandacht aan werd besteed.
Zijn boek 'Terug van weggeweest' legde een basis voor een televisiedocumentaire over het vroegere violistenduo Benny Behr en Sem Nijveen. Beide muzikanten kwamen uit Groningen en boekten successen in binnen - en buitenland. In 'Terug van weggeweest' publiceerde hij tevens de namen van circa drieduizend Joodse Groningers van wie het merendeel werd vermoord door de Duitse bezetter.

## Ophef David Pinto
Van Gelder gaf het tijdschrift Nieuwe Joodse Gazet uit. In 1996 beschuldigde hij Marokkaans-Joodse opiniemaker dr. David Pinto en zijn echtgenote van fraude en malversaties. Dit moest hij na een kort geding rectificeren toen bleek dat hij zijn uitspraken niet kon onderbouwen.